# Пјан ди Фрасо I (Рим)
Пјан ди Фрасо I је насеље у Италији у округу Рим, региону Лацио.
Према процени из 2011. у насељу је живело 51 становника. Насеље се налази на надморској висини од 49 м.